# Hartigan
John Hartigan o solamente Hartigan es un personaje ficticio de la novela gráfica Sin City de Frank Miller. En la película de 2005 está interpretado por Bruce Willis.

## Biografía
John Hartigan es uno de los pocos policías honestos en Sin City. Al acercarse a la jubilación y sufre de angina, John se comprometió a rescatar a Nancy Callahan, una niña de once años prisionera de Roark Jr., un pedófilo, hijo de un senador. Castra a Roark y salva a la niña, pero el senador protege a su hijo violador, y Hartigan ha sido acusado de violar a la niña y de la mutilación de su hijo.
Éste fue condenado a ocho años de prisión. Nancy antes de ser encerrado, promete escribir cada semana bajo el nombre de "Cordelia". Lo que ella hace hasta que ya no escribe desde hace meses.
Un hombre (Yellow Bastard) apestoso amarillo da una carta a John que contiene un dedo. Esto entonces pensar que alguien encontró a Nancy para matarla. Desesperado por encontrar confiesa los crímenes de los que se le acusa (a pesar de que no los cometió) y se le libera.
Una vez en un bar, reconoce a Nancy, que se convirtió en una bailarina de estriptis, y el hombre apestoso está detrás de él. El hombre que estaba realmente era el hijo del senador Roark. Ahorca a Hartigan y dado por muerto mientras él maltrata a Nancy. Hartigan, quien logró liberarse, ayuda a Nancy y brutalmente mata al hijo del senador. Tras un momento de reflexión, decide suicidarse para proteger a Nancy del senador Roark.

## Apariciones en cómics
- That Yellow Bastard (1997)
- Just Another Saturday Night (1999)

## Cine
- Sin City (2005) interpretado por Bruce Willis.

- Datos: Q959772